# Volksoper

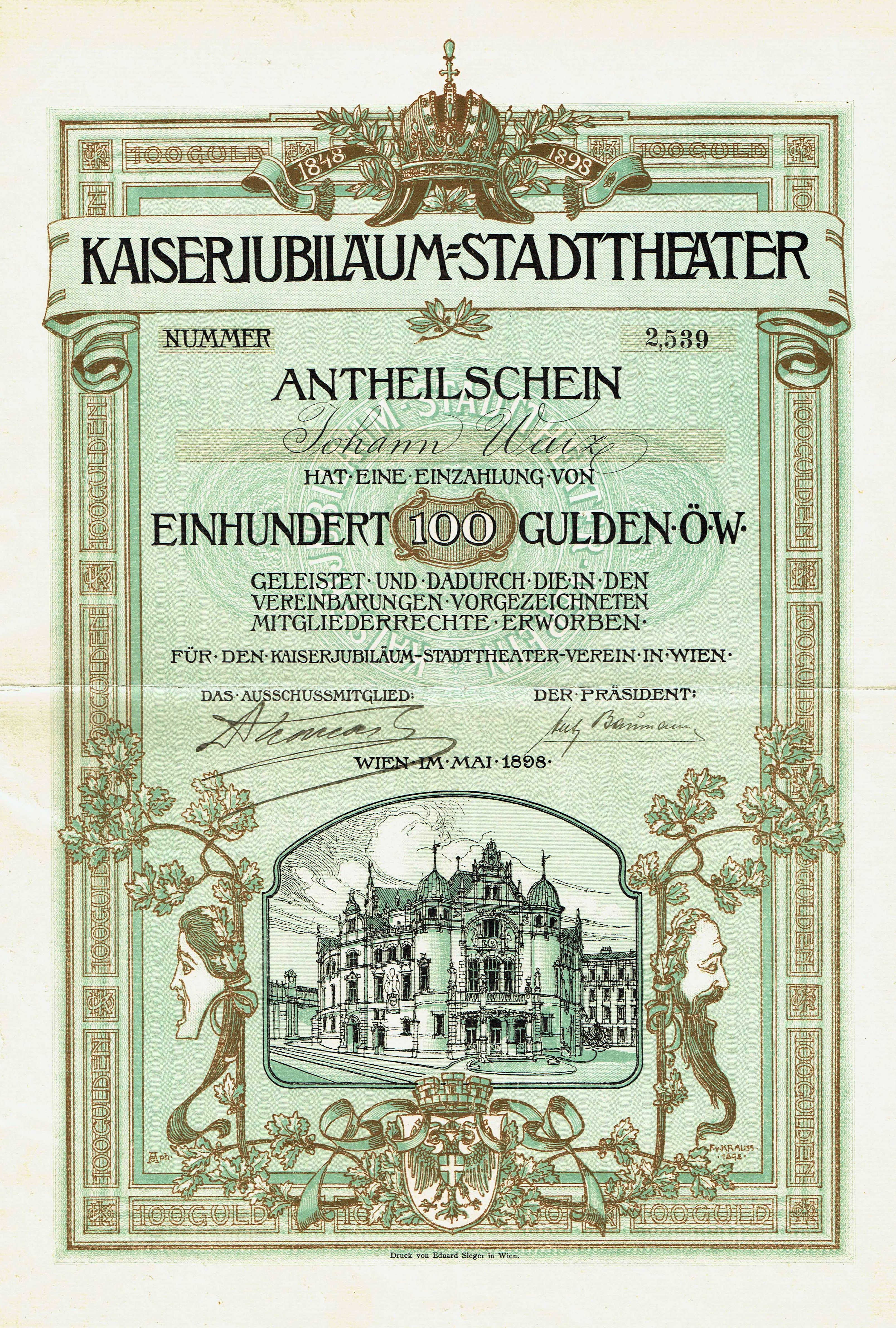
Aktiebrev för den urspungliga Kaiser-Jubiläums-Stadttheater från 1898.

Volksoper (egentligen Volksoper Wien) är ett operahus beläget i Österrikes huvudstad Wien.

## Bakgrund
Byggnaden uppfördes 1898 som Kaiser-Jubiläums-Stadttheater med anledning av kejsar Frans Josef I:s 50 års jubileum på tronen. Ursprungligen var den avsedd som en dramatisk teater, men blev i de begynnande åren skuldsatt i gick i konkurs år 1903.
Den nya ledningen tog opera och operetter in på repertoiren med start 1904. Efter första världskriget uppnådde Volksoper positionen som den näst viktigaste musikteatern i Wien efter Wiener Staatsoper.
Åren 1945-1955 byggnaden säte för Staatsoper-ensemblen, då deras byggnad skadats svårt under andra världskriget och blev åter brukbar 1955.

## Populärkultur
Exteriören av byggnaden var inspelningsplats för James Bond-filmen Iskallt Uppdrag från 1987.